# ArtHist.net
ArtHist.net ist eine digitale Plattform für Kunstgeschichte, die seit Januar 2001 online ist.

## Geschichte
Konzipiert wurde ArtHist.net von Matthias Bruhn, Rainer Donandt, Joachim Homann, Iris Mahnke und Claudia Sedlarz in Hamburg zunächst ausschließlich als Mailingliste. Später wurde die Webseite mit mehreren Rubriken eingerichtet und ausgebaut. ArtHist.net wird vom Verein arthist e.V. getragen. Die Mitarbeit erfolgt ehrenamtlich. 2017 wechselte die Liste vom H-Net zum Clio-online-Verbund.
Aktuell umfasst die Liste ca. 16.000 Mitglieder; damit ist ArtHist.net eines der wichtigsten Fachforen für Kunstgeschichte weltweit.

## Angebote
- Mailingliste mit Stellenangeboten, Rezensionen, Tagungsankündigungen
- Webseite mit Suchfunktion (Archiv der Beiträge)